# 16-я пехотная дивизия (Великобритания)
16-я (ирландская) пехотная дивизия (англ. 16th (Irish) Division) — тактическое соединение Британской армии периода Первой мировой войны.
16-я дивизия была создана во время Первой мировой войны. Дивизия была добровольческим формированием из числа многих созданных лордом Гербертом Китченером после начала Первой мировой войны, получившим обозначение «Армия Китченера» (Kitchener’s Army), созданным в Ирландии из «национальных добровольцев» (National Volunteers) первоначально в сентябре 1914 года. В декабре 1915 года дивизия перебралась во Францию, присоединившись к Британским экспедиционным силам (БЭС) (British Expeditionary Force (BEF)) под командованием ирландского генерал-майора Уильяма Хики (William Hickie), и провела всю войну в боевых действиях на Западном фронте. После огромных потерь на Сомме, Пашендейле и Ипре 16-я (ирландская) дивизия нуждалась в существенном пополнении в Англии в период с июня по август 1918 года, что включало в себя введение многих неирландских батальонов.

## История
Тронутый судьбой Бельгии, маленькой католической страны, Джон Редмонд призвал ирландцев вступать в армию «для защиты высших принципов религии, морали и права». Ирландцев-католиков набралось больше, чем протестантов.
16-я дивизия начала формироваться в составе армейской группы К2 ближе к концу 1914 года после того, как ирландские новобранцы в первые дни войны из Англии и Белфаста сначала пополнили ряды 10-й (ирландской) дивизии, прежде чем были назначены в 16-ю дивизию, сформированную вокруг ядра национальных добровольцев. Первоначальная подготовка началась в Ирландии в Фермое, графство Корк; новобранцы также проходили подготовку в Баттевэнте. В сентябре 1915 года дивизия переехала в Олдершот в Хэмпшире, Англия, для более интенсивной подготовки. Через тринадцать недель дивизия была развернута в Этапле во Франции, присоединившись к Британским экспедиционным силам (BEF), которыми тогда командовал фельдмаршал сэр Джон Френч, но позже их заменил генерал сэр Дуглас Хейг. Оттуда дивизия 18 декабря отправилась на ту часть фронта в лосском выступе под командованием ирландского генерал-майора Уильяма Хики и провела остаток войны на Западном фронте.
До марта 1916 года 16-я дивизия входила в состав IV корпуса, которым командовал убежденный юнионист, генерал-лейтенант сэр Генри Уилсон. Уилсон, который назвал вверенное ему подразделение «питомцами Джонни Редмонда», инспектировал их в течение нескольких дней на Рождество 1915 года, отметив, что они «кажутся неполноценными» и что «по крайней мере 50 пенсов за штуку — совершенно бесполезные, старые, пропитанные виски ополченцы». Хики согласился с тем, что у него был «политический диванчик из редмондского сброда». Уилсон считал, что в 47-й бригаде были «старые офицеры, старые и бесполезные люди, очень плохие стрелки, гнилые сапоги и в целом очень плохое зрелище». Уилсон доложил командующему армией генерал-лейтенанту сэру Чарльзу Монро (6 января), что дивизия, несмотря на то, что проходила подготовку с сентября по октябрь 1914 года, не будет пригодна для службы в активной части линии в течение шести недель. Хотя, по мнению биографа Уилсона Кита Джеффри, политические предрассудки, вероятно, сыграли свою роль в этих взглядах, Уилсон также приписывал большую часть разницы в качестве между его подразделениями обучению, особенно офицеров, в котором он проявлял большой личный интерес, выступая против желания Хейга передать обучение от корпуса к уровень подразделения. Хики был — на публике — гораздо более дипломатичным и тактичным и говорил о гордости, которую давало ему его новое командование.

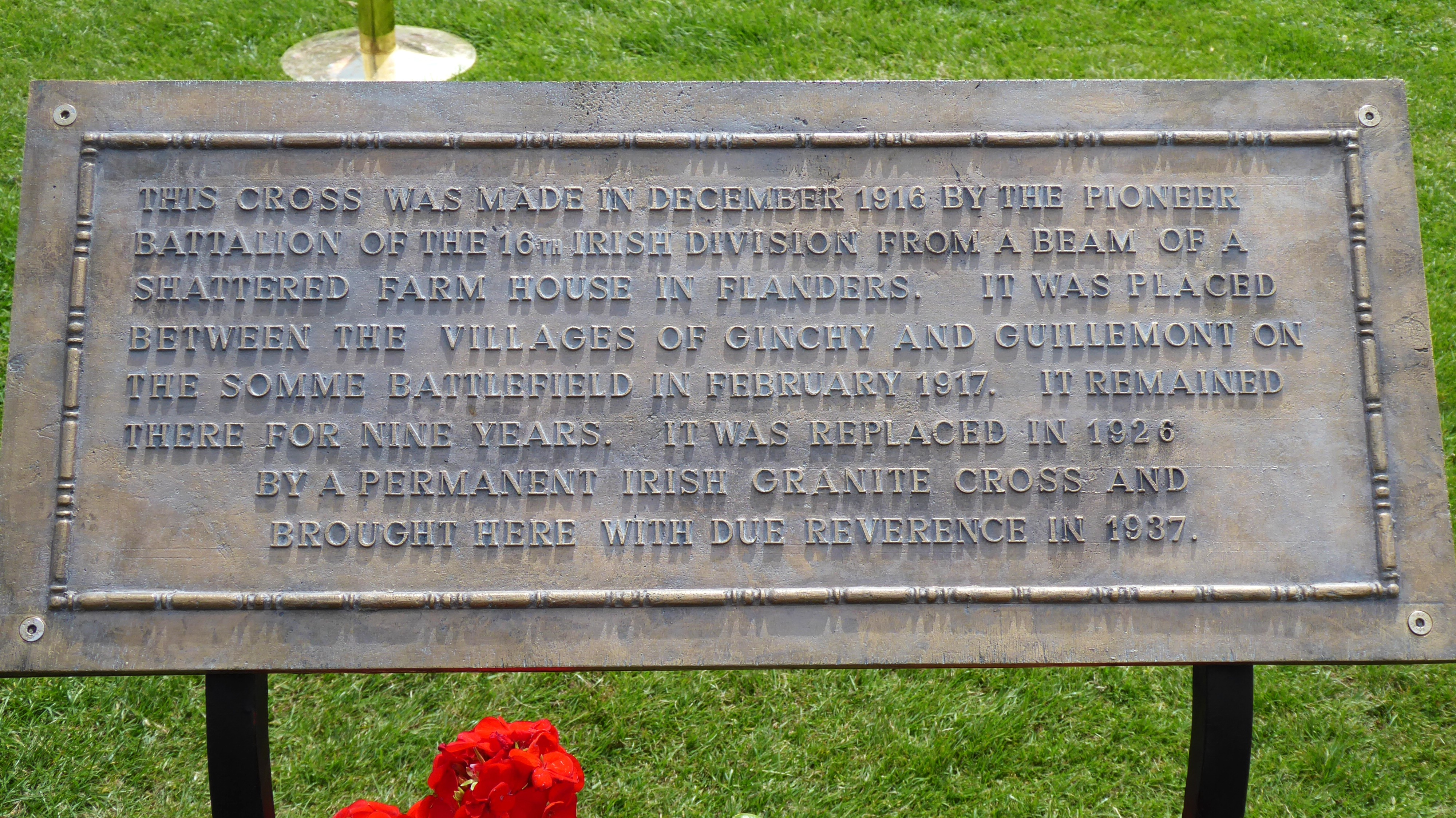
Мемориальная доска в честь Креста Соммы 16-й (ирландской) дивизии.

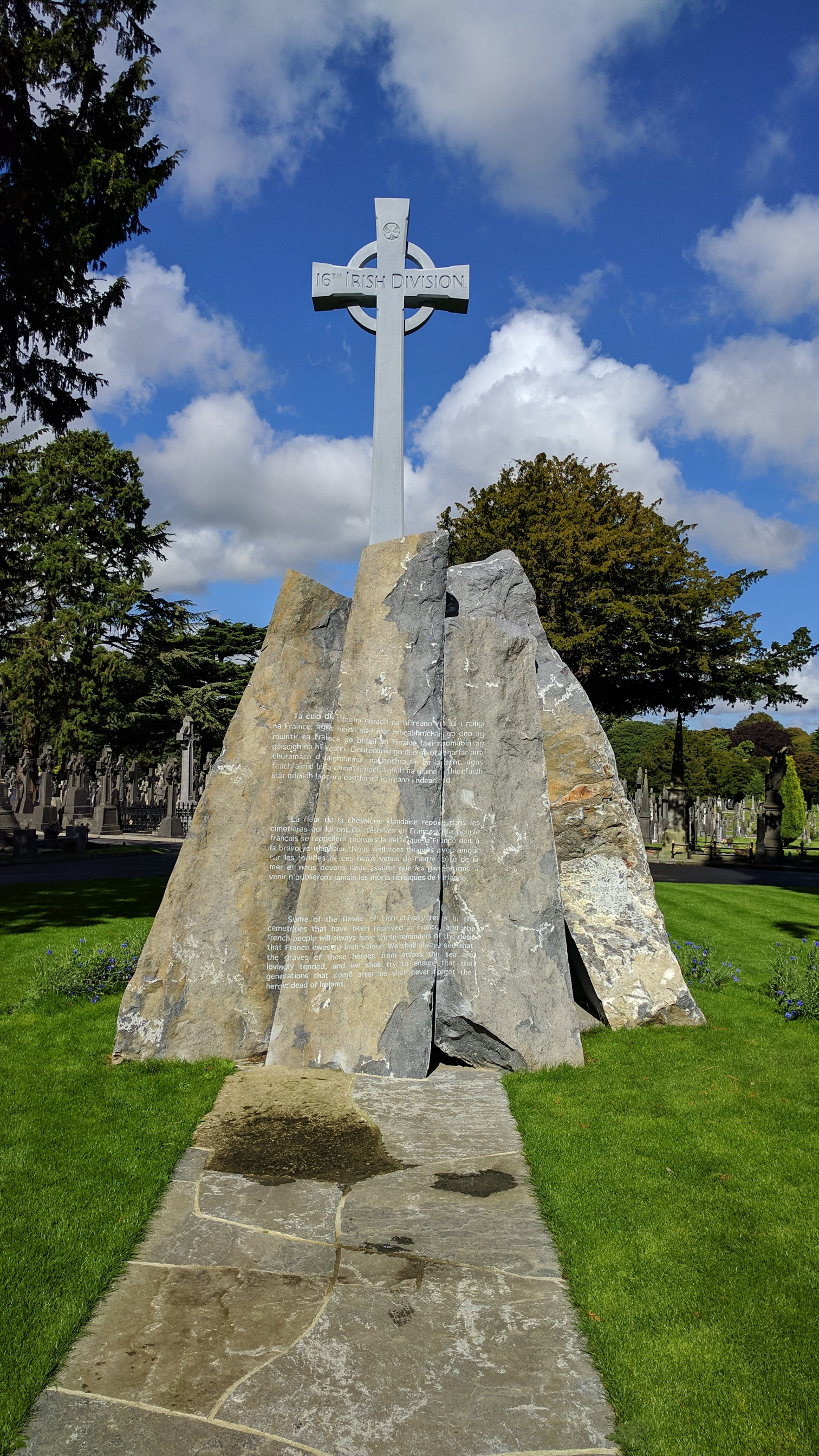
Мемориал 16-й ирландской дивизии на кладбище Гласневин, 2016.

В Лосе, в январе и феврале 1916 года, дивизия была введена в позиционную войну и сильно пострадала в битве при Юллюше. Личный состав совершал атаки на немецкие траншеи весь май и июнь. В конце июля они были переброшены в долину Соммы, где интенсивно участвовали в битве на Сомме. Генерал-лейтенант Хьюберт Гоф, командующий британской 5-й армией, в конце 1915 года попросил передать дивизию под его командование и основал первую корпусную школу для подготовки молодых офицеров. 16-я дивизия сыграла важную роль в захвате городов Гильмон и Жинши в современном департаменте Сомма, хотя они понесли огромные потери. В ходе этих успешных действий в период с 1 по 10 сентября потери составили 224 офицера и 4090 солдат; несмотря на эти очень тяжёлые потери, дивизия завоевала репутацию первоклассных ударных войск. Из общего числа 10 845 человек она потеряла 3491 в секторе Лос в период с января по конец мая 1916 года, включая тяжёлые потери от бомбардировок и газовой атаки в Юллюше в апреле. Кровопролитие было фатальным для характера дивизии, поскольку его пришлось компенсировать призывами из Англии.
В начале 1917 года дивизия приняла важное участие в Мессинской операции бок о бок с 36-й (ольстерской) дивизией, что способствовало их признанию и репутации. Их основные действия закончились летом 1917 года в битве при Пашендейле после того, как они снова перешли под командование Гофа и 5-й армии. В июле 1917 года, во время Третьей битвы при Ипре, хотя обе дивизии были полностью измотаны после 13 дней перемещения тяжёлой техники под сильным обстрелом, Гоф приказал батальонам продвигаться по глубокой грязи к хорошо укреплённым немецким позициям, не затронутым совершенно неадекватной артиллерийской подготовкой. К середине августа 16-я пд понесла более 4200 потерь, 36-я пд — почти 3600, или более 50 % от их численности. Хейг, ныне фельдмаршал, очень критиковал Гофа за то, что тот «разыграл ирландскую карту».
16-я дивизия занимала незащищённую позицию с начала 1918 года в Ронсуа в департаменте Сомма, где она понесла более тяжёлые потери во время весеннего наступления немецкой армии в марте и была практически уничтожена при отступлении, последовавшем за операцией «Михаэль». Хейг записал в своем дневнике (22 марта 1918 года), что дивизия, «как говорили, не была так полна борьбы, как другие. На самом деле, некоторые ирландские подразделения действовали очень плохо и уступили сразу же, как только враг показался». Фактически потери дивизии были самыми высокими среди всех дивизий БЭС в то время, и записи немецких 18-й и 50-й резервных дивизий показывают, что ирландцы сражались упорно. Командир корпуса генерал-лейтенант Уолтер Конгрив написал: «Настоящая правда заключается в том, что их резервная бригада вообще не сражалась, а их правая бригада — очень равнодушно». Один батальон был встречен в тылу криками «Вон идут шиннфейнеры!» В докладе фельдмаршала сэра Генри Уилсона, ныне начальника имперского генерального штаба (CIGS), был сделан вывод, что нет никаких доказательств того, что солдаты сражались плохо, но указывалось, что только две трети мужчин были ирландского происхождения. Этот вопрос повлиял на дебаты по поводу введения воинской повинности в Ирландии.
Остатки дивизии позже были переданы в состав XIX корпуса 3-й армии. 16-я пехотная дивизия помогла окончательно остановить немецкое наступление перед битвой при Ле Амеле в департаменте Сомма. Затем было принято решение о расформировании дивизии, три уцелевших батальона обслуживания были направлены в другие формирования.
14 июня дивизия вернулась в Англию для переформирования. Кризис воинской повинности 1918 года в Ирландии означал, что можно было набрать меньше ирландских новобранцев, так что 16-я пехотная дивизия, вернувшаяся во Францию 27 июля, содержала пять английских батальонов, два шотландских батальона и один валлийский батальон. Единственным оригинальным батальоном, остававшемся в составе, был 5-й батальон Королевских ирландских фузилёров (5th Royal Irish Fusiliers).
Рассредоточение ирландских батальонов по всей территории британских экспедиционных сил в 1918 году, несмотря на его практические соображения, по-видимому, наводит на мысль о том, что ирландские подразделения испытывали всё бо́льшее недоверие со стороны военных властей.